# تایشا، شیمانه
تایشا، شیمانه (به لاتین: Taisha) یک منطقهٔ مسکونی در ژاپن است که در ناحیه چوگوکو واقع شده‌است. تایشا ۱۶٬۲۶۲ نفر جمعیت دارد.